# Algerische Fußballnationalmannschaft
Die algerische Fußballnationalmannschaft, auch Les Fennecs genannt, ist die Auswahl der Fédération Algérienne de Football. Die Mannschaft des Mittelmeeranrainers Algerien qualifizierte sich viermal (1982, 1986, 2010, 2014) für die Endrunde der Fußball-Weltmeisterschaft.
Offiziell entstand sie erst nach der Unabhängigkeit des Landes (1962), das bis zum Ende des algerischen Unabhängigkeitskampfes durch den Frieden von Évian ein Teil Frankreichs (Algérie française) war; als ihre Geburtsstunde gilt der 2:1-Sieg über Bulgarien am 6. Januar 1963. Allerdings hatte sie zwischen 1958 und 1962 in der Fußballauswahl des FLN einen sehr aktiven Vorläufer, und bereits davor spielten Auswahlmannschaften der damaligen französischen Départements Algier, Oran, Constantine und Bône gegen Nationalmannschaften anderer Staaten.

## Teilnahme an Fußball-Weltmeisterschaften
Bei der Fußball-Weltmeisterschaft 1982 verloren sie nach dem überraschenden 2:1-Auftaktsieg über Deutschland im zweiten Spiel gegen Österreich nach überlegener 1. Halbzeit mit 0:2. Das letzte Vorrundengruppenspiel der Algerier fand am 24. Juni 1982 gegen Chile statt. Zwar führte die Mannschaft zur Halbzeit bereits mit 3:0 und hätte sich bei diesem Spielstand so gut wie sicher für die Finalrunde qualifiziert, doch gelang es den Chilenen gegen Ende der Partie, noch zwei Tore gegen die Mannschaft mit den Stars Lakhdar Belloumi und Rabah Madjer zu erzielen. Aufgrund dieser Ausgangslage reichten der deutschen Nationalelf und der österreichischen Mannschaft ein 1:0, für das bereits in der 10. Spielminute ein Tor von Horst Hrubesch sorgte, zum Einzug in die zweite Finalrunde. Nach Hrubeschs Treffer waren beide Mannschaften hauptsächlich darauf bedacht, dieses Ergebnis zu halten, weswegen dieser sogenannte Nichtangriffspakt auch als „Schande von Gijón“ bezeichnet wird. Als Konsequenz daraus legte die FIFA später fest, dass bei folgenden Weltmeisterschaften am letzten Spieltag jeder Vorrunden-Gruppe beide Spiele zum gleichen Zeitpunkt ausgetragen werden.
Bei der Fußball-Weltmeisterschaft 1986 erreichte das algerische Team im ersten Spiel der Vorrunde gegen Nordirland nach einer schwachen Leistung nur ein 1:1. Das zweite Gruppenspiel gegen Mitfavorit Brasilien ging 0:1 verloren, auch wenn Algerien durch Belloumi und Assad zu guten Chancen kam. Das einzige Tor für Brasilien fiel nach einem Abwehrfehler. Nach einer weiteren klaren 0:3-Niederlage gegen Spanien schied Algerien aus.
In der Qualifikation für die Fußball-Weltmeisterschaft 2010 hatten sich die „Wüstenfüchse“ u. a. etwas überraschend gegen den sechsmaligen Afrikameister Ägypten durchgesetzt. Dabei mussten die Algerier in drei Spielen gegen den nordafrikanischen Erzrivalen antreten: Nach einem 3:1-Heimsieg im Hinspiel der abschließenden Qualifikationsrunde unterlag Algerien den Ägyptern in einem von Ausschreitungen überschatteten Rückspiel in letzter Minute mit 0:2. Da beide Mannschaften nun in der Abschlusstabelle punkt- und torgleich waren, wurde ein Entscheidungsspiel auf neutralem Platz benötigt. Diese Partie gewannen die Algerier im Sudan knapp mit 1:0 durch ein Tor des zu diesem Zeitpunkt beim VfL Bochum engagierten Anthar Yahia. Bei der Weltmeisterschaftsendrunde traf die Mannschaft in der Vorrunde auf Slowenien, England und die USA. Mit zwei 0:1-Niederlagen gegen die Slowenen und US-Amerikaner und dem Achtungserfolg eines torlosen Unentschiedens gegen England schied die Mannschaft sieglos ohne einen einzigen Treffer aus.
Bei der Fußball-Weltmeisterschaft 2014 gelang der Mannschaft erstmals der Einzug ins Achtelfinale einer Weltmeisterschaft. Das entscheidende Tor zum 1:1 gegen die Nationalmannschaft Russlands schoss Islam Slimani. Im Achtelfinale folgte das Ausscheiden gegen die deutsche Fußballnationalmannschaft nach einem hart erkämpften 1:2 nach Verlängerung.
In der Qualifikation für die Fußball-Weltmeisterschaft 2018 konnten die Algerier in den ersten vier Spielen der dritten Runde nur einen Punkt beim 1:1 gegen Kamerun holen, verloren dann die nächsten drei Spiele gegen Nigeria (1:3) und Sambia (1:3 und 0:1) und hatten damit vor den beiden letzten Spielen keine Chance mehr sich zu qualifizieren.
In der Qualifikation zur Fußball-Weltmeisterschaft 2022 trafen Kamerun und Algerien in zwei entscheidenden Spielen aufeinander, die über die Teilnahme am prestigeträchtigen Turnier in Katar entschieden. Das Hinspiel am 25. März 2022 endete mit einem knappen 1:0-Sieg für Algerien, wobei der entscheidende Treffer durch Islam Slimani in der 40. Minute erzielt wurde. Im Rückspiel am 29. März 2022 kämpfte Kamerun hart und sicherte sich einen dramatischen 2:1-Sieg in Algerien. Trotz des Unentschiedens von 2:2 im Gesamtergebnis qualifizierte sich Kamerun aufgrund des Auswärtstores für die Weltmeisterschaft, während Algerien trotz einer starken Leistung ausschied. Diese Spiele werden in die Geschichte eingehen, da sie über die Teilnahme an der Weltmeisterschaft entschieden haben.

## Turniere

### Olympische Spiele
| 1900 bis 1964        | nicht teilgenommen |
| 1968 in Mexiko-Stadt | nicht qualifiziert |
| 1972 in München      | nicht qualifiziert |
| 1976 in Montreal     | nicht qualifiziert |
| 1980 in Moskau       | Viertelfinale      |
| 1984 in Los Angeles  | nicht qualifiziert |
| 1988 in Seoul        | nicht qualifiziert |

Nach 1988 hat die A-Nationalmannschaft nicht mehr an den Olympischen Spielen und den Qualifikationsspielen dazu teilgenommen. 2015 qualifizierte sich erstmals die U-23-Mannschaft für die Olympischen Spiele im folgenden Jahr.

### Weltmeisterschaft
| Jahr | Gastgeberland  | Teilnahme bis …    | Letzte(r) Gegner               | Ergebnis | Trainer           | Bemerkungen und Besonderheiten |
| ---- | -------------- | ------------------ | ------------------------------ | -------- | ----------------- | --- |
| 1930 | Uruguay        | nicht teilgenommen |                                |          |                   | Kein selbständiger Staat |
| 1934 | Italien        | nicht teilgenommen |                                |          |                   | Kein selbständiger Staat |
| 1938 | Frankreich     | nicht teilgenommen |                                |          |                   | Kein selbständiger Staat |
| 1950 | Brasilien      | nicht teilgenommen |                                |          |                   | Kein selbständiger Staat |
| 1954 | Schweiz        | nicht teilgenommen |                                |          |                   | Kein selbständiger Staat |
| 1958 | Schweden       | nicht teilgenommen |                                |          |                   | Vorläuferequipe der FLN nicht anerkannt |
| 1962 | Chile          | nicht teilgenommen |                                |          |                   | Vorläuferequipe der FLN nicht anerkannt |
| 1966 | England        | zurückgezogen      |                                |          |                   | |
| 1970 | Mexiko         | nicht qualifiziert |                                |          |                   | In der Qualifikation in der 1. Runde an Tunesien gescheitert, das sich aber ebenfalls nicht qualifizieren konnte. |
| 1974 | Deutschland    | nicht qualifiziert |                                |          |                   | In der Qualifikation in der 1. Runde erneut an Guinea gescheitert, das sich aber ebenfalls nicht qualifizieren konnte. |
| 1978 | Argentinien    | nicht qualifiziert |                                |          |                   | In der Qualifikation in der 2. Runde erneut an Tunesien gescheitert. |
| 1982 | Spanien        | Vorrunde           | Deutschland, Österreich, Chile | 13.      | Rachid Mekhloufi  | Algerien schied nach einem Sieg, einer Niederlage und einem Sieg aus. Österreich, das punktgleich mit Algerien war spielte im letzten Spiel gegen Deutschland. Im sogenannten Nichtangriffspakt von Gijón zwischen Deutschland und Österreich beließen es die beiden Mannschaften bei einem 1:0-Sieg für Deutschland, wodurch Österreich gegenüber Algerien die bessere Tordifferenz hatte.                                       |
| 1986 | Mexiko         | Vorrunde           | Nordirland, Brasilien, Spanien | 22.      | Rabah Saâdane     | Als Gruppenletzter ausgeschieden. |
| 1990 | Italien        | nicht qualifiziert |                                |          |                   | In der Qualifikation in der 3. Runde an Ägypten gescheitert. |
| 1994 | USA            | nicht qualifiziert |                                |          |                   | In der Qualifikation in der 2. Runde an Nigeria gescheitert. |
| 1998 | Frankreich     | nicht qualifiziert |                                |          |                   | In der Qualifikation in der 1. Runde an Kenia gescheitert, das sich ebenfalls nicht qualifizieren konnte. |
| 2002 | Südkorea/Japan | nicht qualifiziert |                                |          |                   | In der Qualifikation in der 2. Runde am Senegal gescheitert. |
| 2006 | Deutschland    | nicht qualifiziert |                                |          |                   | In der Qualifikation in der 2. Runde an Angola gescheitert. |
| 2010 | Südafrika      | Vorrunde           | Slowenien, England, USA        | 28.      | Rabah Saâdane     | Als Gruppenletzter ausgeschieden |
| 2014 | Brasilien      | Achtelfinale       | Deutschland                    | 14.      | Vahid Halilhodžić | In der Qualifikation setzte Algerien sich gegen Mali, Benin und Ruanda sowie – in den Barrages – gegen Burkina Faso durch (→ Fußball-Weltmeisterschaft 2014/Algerien). In der Vorrunde erreichte Algerien hinter Belgien und vor Russland und Südkorea den zweiten Platz, wodurch erstmals das Achtelfinale erreicht wurde, in dem die Mannschaft auf den späteren Weltmeister Deutschland traf und 1:2 nach Verlängerung verlor. |
| 2018 | Russland       | nicht qualifiziert |                                |          |                   | In der Qualifikation traf Algerien in der zweiten Runde auf Tansania und qualifizierte sich für die dritte Runde. In dieser schied Algerien als Gruppenletzter mit vier Niederlagen in sechs Spielen aus. |
| 2022 | Katar          | nicht qualifiziert |                                |          |                   | |

Im Hinspiel am 25. März 2022 standen sich Kamerun und Algerien in der letzten Qualifikations Runde gegenüber, wobei Algerien das Spiel mit 1:0 für sich entschied. Der einzige Treffer fiel in der 40. Minute, als Islam Slimani nach einer Vorlage von Yacine Belaïli das entscheidende Tor erzielte. Beim Rückspiel am 29. März 2022 in Algerien war die Spannung hoch. Trotz eines hart umkämpften Spiels gelang es Kamerun, einen dramatischen 2:1-Sieg zu erringen. Eric Maxim Choupo-Moting brachte Kamerun in der 22. Minute in Führung, doch Algerien glich in der Verlängerung bei der 120 Minute aus. Jedoch erzielte Karl Toko Ekambi in der 124. Minute den entscheidenden Treffer für Kamerun, der sie zur Weltmeisterschaft in Katar führte. Das Gesamtergebnis beider Spiele war ein Unentschieden von 2:2. Aufgrund des Auswärtstores im Rückspiel qualifizierte sich Kamerun für die FIFA-Weltmeisterschaft 2022, während Algerien trotz einer starken Leistung ausschied.

### Afrika-Cup
| 1957 im Sudan                      | Vorläuferequipe der FLN nicht anerkannt |
| 1959 in Ägypten                    | Vorläuferequipe der FLN nicht anerkannt |
| 1962 in Äthiopien                  | Vorläuferequipe der FLN nicht anerkannt |
| 1963 in Ghana                      | Nicht teilgenommen                      |
| 1965 in Tunesien                   | Nicht teilgenommen                      |
| 1968 in Äthiopien                  | Runde 1                                 |
| 1970 im Sudan                      | Nicht qualifiziert                      |
| 1972 in Kamerun                    | Nicht qualifiziert                      |
| 1974 in Ägypten                    | Nicht qualifiziert                      |
| 1976 in Äthiopien                  | Nicht qualifiziert                      |
| 1978 in Ghana                      | Nicht qualifiziert                      |
| 1980 in Nigeria                    | Zweitplatzierter                        |
| 1982 in Libyen                     | Vierter Platz                           |
| 1984 in der Elfenbeinküste         | Dritter Platz                           |
| 1986 in Ägypten                    | Runde 1                                 |
| 1988 in Marokko                    | Dritter Platz                           |
| 1990 in Algerien                   | Afrikameister                           |
| 1992 in Senegal                    | Runde 1                                 |
| 1994 in Tunesien                   | Disqualifiziert*                        |
| 1996 in Südafrika                  | Viertelfinale                           |
| 1998 in Burkina Faso               | Runde 1                                 |
| 2000 in Ghana und Nigeria          | Viertelfinale                           |
| 2002 in Mali                       | Runde 1                                 |
| 2004 in Tunesien                   | Viertelfinale                           |
| 2006 in Ägypten                    | Nicht qualifiziert                      |
| 2008 in Ghana                      | Nicht qualifiziert                      |
| 2010 in Angola                     | 4. Platz                                |
| 2012 in Gabun und Äquatorialguinea | Nicht qualifiziert                      |
| 2013 in Südafrika                  | Vorrunde                                |
| 2015 in Äquatorialguinea           | Viertelfinale                           |
| 2017 in Gabun                      | Vorrunde                                |
| 2019 in Ägypten                    | Afrikameister                           |
| 2022 in Kamerun                    | Vorrunde                                |
| 2024 in der Elfenbeinküste         | Vorrunde                                |
| 2025 in Marokko                    | qualifiziert                            |

* Algerien wurde wegen Einsatzes eines nicht spielberechtigten Spielers vom Endrundenturnier in Tunesien ausgeschlossen. Senegal rückte nach.

### Afrikanische Nationenmeisterschaft
- 2009: nicht qualifiziert
- 2011: 4. Platz
- 2014: nicht qualifiziert
- 2016: disqualifiziert  1
- 2018 – 2021: nicht qualifiziert
- 2023: 2. Platz (Vizemeister)

 1 Die Mannschaft durfte nicht an der Qualifikation teilnehmen, weil sie schon ihr erstes Spiel bei der Qualifikation für die Meisterschaft 2014 nicht bestritten hatten.

### Arabischer Nationenpokal
- Arabischer Nationenpokal 1963: nicht qualifiziert
- Arabischer Nationenpokal 1964: nicht qualifiziert
- Arabischer Nationenpokal 1966: nicht qualifiziert
- Arabischer Nationenpokal 1985: nicht qualifiziert
- Arabischer Nationenpokal 1988: Gruppenphase  1
- Arabischer Nationenpokal 1992: nicht qualifiziert
- Arabischer Nationenpokal 1998: Gruppenphase  2
- Arabischer Nationenpokal 2002: nicht qualifiziert
- Arabischer Nationenpokal 2009: nicht qualifiziert  3
- Arabischer Nationenpokal 2012: nicht qualifiziert

 1 Teilnahme der Universitätsmannschaft

 2 Teilnahme der U23-Mannschaft

 3 Wettbewerb wurde während der Qualifikationsphase abgebrochen

### FIFA-Arabien-Pokal
- FIFA-Arabien-Pokal 2021: Sieger

## Spiele gegen Mannschaften aus deutschsprachigen Ländern
|     | Datum      | Ort             | Heimmannschaft | Resultat  | Gastmannschaft | Anlass          |
| --- | ---------- | --------------- | -------------- | --------- | -------------- | --------------- |
| 1.  | 01.01.1964 | Algier          | Algerien       | 2:0       | BRD            |                 |
| 2.  | 28.02.1974 | Algier          | Algerien       | 1:3       | DDR            |                 |
| 3.  | 21.04.1976 | Cottbus         | DDR            | 5:0       | Algerien       |                 |
| 4.  | 16.06.1982 | Gijón ()        | Algerien       | 2:1       | BRD            | WM-Vorrunde     |
| 5.  | 21.06.1982 | Oviedo ()       | Algerien       | 0:2       | Österreich     | WM-Vorrunde     |
| 6.  | 30.11.1983 | Algier          | Algerien       | 1:2       | Schweiz        |                 |
| 7.  | 10.10.1984 | Aue             | DDR            | 5:2       | Algerien       |                 |
| 8.  | 13.03.1985 | Batna           | Algerien       | 1:1       | DDR            |                 |
| 9.  | 06.05.1986 | Genf            | Schweiz        | 2:0       | Algerien       |                 |
| 10. | 17.11.2010 | Luxemburg       | Luxemburg      | 0:0       | Algerien       |                 |
| 11. | 30.06.2014 | Porto Alegre () | Deutschland    | 2:1 n. V. | Algerien       | WM-Achtelfinale |

Gegen Liechtenstein gab es bisher keine Begegnungen.

## Rekordspieler
Stand: 17. November 2024
| Rekordspieler | Rekordspieler       | Rekordspieler | Rekordspieler | Rekordspieler |
| Spiele        | Spieler             | Position      | Zeitraum      | Tore          |
| ------------- | ------------------- | ------------- | ------------- | ------------- |
| 103 (102)     | Aïssa Mandi         | Abwehr        | 2014–         | 04            |
| 102 1         | Islam Slimani       | Angriff       | 2012–         | 46 1          |
| 100 (82)      | Lakhdar Belloumi    | Mittelfeld    | 1978–1989     | 27 (22)       |
| 099 (98)      | Riyad Mahrez        | Angriff       | 2014–         | 31            |
| 096 (95)      | Raïs M’Bolhi        | Tor           | 2010–         | 0 0           |
| 086 (76)      | Rabah Madjer        | Angriff       | 1978–1992     | 28 (26)       |
| 083 (82)      | Sofiane Feghouli    | Mittelfeld    | 2012–         | 20            |
| 081           | Billel Dziri        | Mittelfeld    | 1992–2005     | 09            |
| 080           | Abdelhafid Tasfaout | Mittelfeld    | 1990–2002     | 36            |
| 079 (71)      | Djamel Menad        | Angriff       | 1980–1995     | 25 (23)       |
| 077           | Baghdad Bounedjah   | Angriff       | 2014–         | 32            |
| 077           | Mahieddine Meftah   | Abwehr        | 1989–2002     | 04            |
| 074 (65)      | Mahmoud Guendouz    | Abwehr        | 1977–1986     | 0 4           |
| 070           | Madjid Bougherra    | Abwehr        | 2004–2015     | 04            |
| 069           | Ramy Bensebaini     | Abwehr        | 2017–         | 9             |
| 069 (68)      | Yassine Brahimi     | Mittelfeld    | 2013–         | 15            |
| 068 (58)      | Salah Assad         | Angriff       | 1977–1989     | 15 (13)       |
| 068 (64)      | Fodil Megharia      | Abwehr        | 1984–1992     | 0             |
| 067           | Yazid Mansouri      | Mittelfeld    | 2001–2010     | 0             |
| 065           | Moussa Saïb         | Mittelfeld    | 1989–2001     | 06            |
| 064 (54)      | Ali Fergani         | Mittelfeld    | 1973–1986     | 05            |
| 064           | Rafik Saïfi         | Angriff       | 1998–2010     | 18            |

| Rekordschützen | Rekordschützen         | Rekordschützen | Rekordschützen |
| Tore           | Spieler                | Zeitraum       | Spiele         |
| -------------- | ---------------------- | -------------- | -------------- |
| 46 1           | Islam Slimani          | 2012–0000      | 102 1          |
| 36             | Abdelhafid Tasfaout    | 1990–2002      | 080            |
| 32             | Riyad Mahrez           | 2014–0000      | 099 (98)       |
| 32             | Baghdad Bounedjah      | 2014–0000      | 077            |
| 28 (20)        | Lakhdar Belloumi       | 1978–1989      | 100 (82)       |
| 28             | Rabah Madjer           | 1978–1992      | 086 (76)       |
| 25 (23)        | Djamel Menad           | 1980–1995      | 079 (71)       |
| 24             | El Arbi Hillel Soudani | 2011–0000      | 056            |
| 20             | Sofiane Feghouli       | 2012–0000      | 083 (82)       |
| 19 (14)        | Tedj Bensaoula         | 1979–1986      | 050 (39)       |
| 18             | Rafik Saïfi            | 1998–2010      | 064            |
| 15 (13)        | Salah Assad            | 1977–1989      | 068 (58)       |
| 15             | Yassine Brahimi        | 1977–1989      | 069 (68)       |

Quelle: The Rec.Sport.Soccer Statistics Foundation

## Weitere bekannte ehemalige Spieler
- Abdelaziz Ben Tifour – 1958–1962 Mitglied der FLN-Elf
- Mustapha Dahleb – WM-Teilnehmer 1982
- Fawzi Mansouri – WM-Teilnehmer 1982 und 1986
- Rachid Mekhloufi – 1958–1962 Mitglied der FLN-Elf
- Djamel Zidane – WM-Teilnehmer 1982 und 1986
- Mustapha Zitouni – 1958–1962 Mitglied der FLN-Elf

## Trainer

### Aktueller Trainerstab
| Nat.       | Name                | Position        | Seit |
| ---------- | ------------------- | --------------- | ---- |
| Schweiz    | Vladimir Petković   | Nationaltrainer | 2024 |
| Frankreich | Serge Romano        | Co-Trainer      | 2018 |
| Algerien   | Amara Merouani      | Co-Trainer      | 2017 |
| Algerien   | Aziz Bouras         | Torwart-Trainer | 2017 |
| Algerien   | Merouane Messai     | Torwart-Trainer | 2022 |
| Algerien   | Hamid Batiste       | Athletiktrainer | 2023 |
| Algerien   | Nasser Daineche     | Athletiktrainer | 2021 |
| Frankreich | Rémi Lancou         | Rehatrainer     | 2019 |
| Algerien   | Zahir Bensedira     | Videoanalyst    | 2019 |
| Algerien   | Dr. Mohamed Soltani | Mannschaftsarzt | 2021 |

### Trainerhistorie
| Nr. | Trainer                                                        | von         | bis          | Spiele  | Siege   | Remis | Niederlagen | Erfolge                                                       |
| --- | -------------------------------------------------------------- | ----------- | ------------ | ------- | ------- | ----- | ----------- | ------------------------------------------------------------- |
| 1   | Kader Firoud                                                   | 01.01.1963  | 16.02.1963   | 1       | 0       | 0     | 1           |                                                               |
| 2   | Smaïl Khabatou (1. Amtszeit)                                   | 01.07.1963  | 30.06.1964   | 5       | 1       | 3     | 1           |                                                               |
| 3   | Abderrahmane Ibrir                                             | 01.10.1964  | Juli 1965    | 11      | 2       | 3     | 6           |                                                               |
| 4   | Smaïl Khabatou (2. Amtszeit)                                   | 01.11.1965  | März 1966    | 2       | 0       | 1     | 1           |                                                               |
| 5   | Lucien Leduc                                                   | 1.11.1966   | 31.01.1969   | 17      | 8       | 4     | 5           |                                                               |
| 6   | Saïd Amara (1. Amtszeit)                                       | 1.02.1969   | März 1969    | 2       | 1       | 0     | 1           |                                                               |
| 7   | Hamid Zouba (1. Amtszeit) und Abdelaziz Ben Tifour             | 01.08.1969  | 01.04.1971   | 8       | 2       | 2     | 4           |                                                               |
| 8   | Rachid Mekhloufi (1. Amtszeit)                                 | 01.09.1971  | 30.09.1972   | 13      | 7       | 2     | 4           |                                                               |
| 9   | Mohamed El-Kenz und Abdulhamid Sellal                          | 01.10.1972  | Februar 1973 | 5       | 2       | 1     | 2           |                                                               |
| 10  | Dumitru Macri (1. Amtszeit)                                    | 01.05.1973  | 21.05.1973   | 2       | 1       | 1     | 0           |                                                               |
| 11  | Saïd Amara (2. Amtszeit)                                       | 22.05.1973  | 31.10.1973   | 10      | 4       | 4     | 2           |                                                               |
| 12  | Dumitru Macri (2. Amtszeit)                                    | 01.02.1974  | 30.06.1975   | 21      | 7       | 4     | 10          |                                                               |
| 13  | Rachid Mekhloufi (2. Amtszeit)                                 | 01.08.1975  | 30.05.1979   | 47 (43) | 24 (20) | 9     | 14          | Mittelmeerspiele 1975                                         |
| 14  | Mahieddine Khalef (1. Amtszeit)                                | 01.07.1979  | 31.07.1979   | 1       | 0       | 0     | 1           |                                                               |
| 15  | Mahieddine Khalef (1. Amtszeit) und Zdravko Rajkov             | 01.08.1979  | 30.08.1980   | 16      | 7       | 5     | 4           | Vize-Afrikameister 1980, Viertelfinale Olympische Spiele 1980 |
| 16  | Zdravko Rajkov                                                 | 01.09.1980  | 21.04.1981   | 7       | 4       | 1     | 2           |                                                               |
| 17  | Evgeni Rogov (1. Amtszeit)                                     | 01.05.1981  | 09.02.1982   | 8       | 6       | 1     | 1           |                                                               |
| 18  | Mahieddine Khalef (2. Amtszeit)                                | 01.03.1982  | 30.04.1982   | 7       | 3       | 2     | 2           | Vierter Platz Afrikameisterschaft 1982                        |
| 19  | Rachid Mekhloufi (3. Amtszeit)                                 | 01.05.1982  | 30.06.1982   | 3       | 2       | 0     | 1           |                                                               |
| 20  | Hamid Zouba (2. Amtszeit)                                      | 01.09.1982  | 08.01.1984   | 19      | 10      | 4     | 5           |                                                               |
| 21  | Mahieddine Khalef (3. Amtszeit)                                | 01.02.1984  | 17.10.1984   | 10      | 4       | 3     | 3           | Dritter Platz Afrikameisterschaft 1984                        |
| 22  | Rabah Saâdane (1. Amtszeit)                                    | 01.12.1984  | 30.06.1986   | 29      | 9       | 10    | 10          |                                                               |
| 23  | Mustapha Zitouni                                               | August 1986 | August 1986  | 2       | 2       | 0     | 0           |                                                               |
| 24  | Evgeni Rogov (2. Amtszeit)                                     | 01.09.1986  | 30.03.1988   | 16      | 8       | 6     | 2           | Dritter Platz Afrikameisterschaft 1988                        |
| 25  | Kamel Lemoui                                                   | 01.09.1988  | 10.10.1989   | 18      | 7       | 7     | 4           |                                                               |
| 26  | Abdelhamid Kermali (1. Amtszeit) und Ali Fergani (1. Amtszeit) | 15.10.1989  | 15.03.1991   | 22      | 9       | 9     | 4           | Afrikameister 1990                                            |
| 27  | Meziane Ighil (1. Amtszeit)                                    | 16.03.1992  | 30.11.1993   | 21      | 7       | 10    | 4           |                                                               |
| 28  | Rabah Madjer (1. Amtszeit)                                     | 01.12.1993  | 30.06.1995   | 9       | 3       | 4     | 2           |                                                               |
| 29  | Ali Fergani (2. Amtszeit) und Mourad Abdelouahab               | 01.07.1995  | 30.06.1996   | 19      | 10      | 4     | 5           |                                                               |
| 30  | Hamid Zouba (3. Amtszeit) und Abdelhamid Kermali (2. Amtszeit) | 01.10.1996  | 25.02.1997   | 5       | 1       | 3     | 1           |                                                               |
| 31  | Abderrahmane Mehdaoui                                          | 01.05.1997  | 18.02.1998   | 14      | 5       | 2     | 7           |                                                               |
| 32  | Meziane Ighil (2. Amtszeit) und Marcel Pigulea (Teamchef)      | 01.03.1998  | 31.01.1999   | 6       | 2       | 1     | 3           |                                                               |
| 33  | Boualem Charef und Rabah Saâdane (2. Amtszeit)                 | 01.02.1999  | 30.11.1999   | 5       | 2       | 1     | 2           |                                                               |
| 34  | Nasser Sandjak                                                 | 01.12.1999  | 25.04.2000   | 7       | 2       | 3     | 2           |                                                               |
| 35  | Abdelghani Djadaoui und Mircea Rădulescu (ab August 2000)      | 26.04.2000  | 30.03.2001   | 15      | 6       | 5     | 4           |                                                               |
| 36  | Hamid Zouba (4. Amtszeit) und Abdelhamid Kermali (3. Amtszeit) | 01.04.2001  | 30.07.2001   | 6       | 1       | 2     | 3           |                                                               |
| 37  | Rabah Madjer (2. Amtszeit)                                     | 01.08.2001  | 30.05.2002   | 9       | 2       | 3     | 4           |                                                               |
| 38  | Hamid Zouba (5. Amtszeit)                                      | 01.08.2002  | 08.01.2003   | 5       | 3       | 2     | 0           |                                                               |
| 39  | Rachid Bouarrata                                               | 10.01.2003  | 31.01.2003   | 1       | 1       | 0     | 0           |                                                               |
| 40  | George Leekens                                                 | 01.02.2003  | 27.06.2003   | 6       | 2       | 2     | 2           |                                                               |
| 41  | Rabah Saâdane (3. Amtszeit)                                    | 08.07.2003  | 15.02.2004   | 10      | 4       | 3     | 3           |                                                               |
| 42  | Robert Waseige                                                 | 27.03.2004  | 07.09.2004   | 7       | 0       | 4     | 3           |                                                               |
| 43  | Ali Fergani (3. Amtszeit)                                      | 01.10.2004  | 21.06.2005   | 8       | 2       | 2     | 4           |                                                               |
| 44  | Meziane Ighil (3. Amtszeit)                                    | 01.09.2005  | 02.03.2006   | 3       | 0       | 2     | 1           |                                                               |
| 45  | Peter Schnittger (Interim)                                     | 03.03.2006  | 15.04.2006   | 0       | 0       | 0     | 0           |                                                               |
| 46  | Jean-Michel Cavalli                                            | 14.05.2006  | 16.10.2007   | 12      | 4       | 2     | 6           |                                                               |
| 47  | Rabah Saâdane (4. Amtszeit)                                    | 17.10.2007  | 04.09.2010   | 32      | 15      | 6     | 11          | Vierter Platz Afrikameisterschaft 2010                        |
| 48  | Abdelhak Benchikha                                             | 21.09.2010  | 05.09.2010   | 4       | 1       | 1     | 2           |                                                               |
| 49  | Vahid Halilhodžić                                              | 22.06.2011  | 07.07.2014   | 30      | 18      | 5     | 7           | Achtelfinale Weltmeisterschaft 2014                           |
| 50  | Christian Gourcuff                                             | 01.08.2014  | 03.04.2016   | 21      | 13      | 3     | 5           |                                                               |
| 51  | Nabil Neghiz (Interim)                                         | 04.04.2016  | 30.06.2016   | 1       | 1       | 0     | 0           |                                                               |
| 51  | Milovan Rajevac                                                | 01.07.2016  | 27.10.2016   | 2       | 1       | 1     | 0           |                                                               |
| 52  | George Leekens                                                 | 27.10.2016  | 24.01.2017   | 6       | 2       | 2     | 2           | zweite Amtszeit als Nationaltrainer                           |
| 52  | Lucas Alcaraz                                                  | 13.04.2017  | Oktober 2017 | 0       | 0       | 0     | 0           |                                                               |
| 53  | Rabah Madjer                                                   | 18.10.2017  | 24.06.2018   | 0       | 0       | 0     | 0           |                                                               |
| 54  | Djamel Belmadi                                                 | 02.08.2018  | 24.01.2024   |         |         |       |             |                                                               |
| 55  | Vladimir Petković                                              | 29.02.2024  |              |         |         |       |             |                                                               |

### Trainer mit mehreren Amtszeiten
| Amtszeiten | Name               | Spiele gesamt | S  | U  | N  |
| ---------- | ------------------ | ------------- | -- | -- | -- |
| 5          | Hamid Zouba        | 43            | 17 | 13 | 13 |
| 4          | Rabah Saâdane      | 76            | 30 | 20 | 26 |
| 3          | Meziane Ighil      | 30            | 9  | 13 | 8  |
| 3          | Ali Fergani        | 49            | 21 | 15 | 13 |
| 3          | Mahieddine Khalef  | 34            | 14 | 10 | 10 |
| 3          | Abdelhamid Kermali | 33            | 11 | 14 | 8  |
| 3          | Rachid Mekhloufi   | 59            | 29 | 11 | 19 |
| 2          | Evgeni Rogov       | 24            | 14 | 7  | 3  |
| 2          | Dumitru Macri      | 23            | 8  | 5  | 12 |
| 2          | Rabah Madjer       | 18            | 5  | 7  | 6  |
| 2          | Saïd Amara         | 12            | 5  | 4  | 3  |
| 2          | George Leekens     | 12            | 4  | 4  | 4  |
| 2          | Smaïl Khabatou     | 7             | 1  | 4  | 2  |